# Improvvisazione 21
Improvvisazione 21 è un dipinto a olio (96x105 cm) realizzato nel 1911 dal pittore Vasily Kandinsky. Normalmente è conservato nella Städtische Galerie im Lenbachhaus di Monaco ma attualmente si trova presso il Franz Marc Museum a Kochel am See, in Baviera, circa 70 km. a sud di Monaco di Baviera. 
Tra il 1911 ed il 1912 Kandinski approdò all'Astrattismo, con dipinti nei quali non si distingue alcun soggetto figurativo.